# Papillaria dilatata
Papillaria dilatata är en bladmossart som beskrevs av C. Müller 1901. Papillaria dilatata ingår i släktet Papillaria och familjen Meteoriaceae. Inga underarter finns listade i Catalogue of Life.